# بنگوئه

جانمای استان بنگوئه در نقشه فیلیپین.

بنگوئه یا بنگوئت (Benguet) یکی از استان‌های کشور فیلیپین است. این استان بخشی از جزیرهٔ لوزون به شمار می‌رود.
مرکز این استان شهر لا ترینیداد است. جمعیت آن حدود سیصد و سی هزار نفر است. مساحت این استان دو هزار و ششصد کیلومتر مربع است .